# آسمان حمایت‌گر
آسمان حمایت‌گر (انگلیسی: The Sheltering Sky) رمانی است نوشته پل بولز نویسنده و آهنگساز آمریکایی که در سال ۱۹۴۹ منتشر شد. درونمایه این رمان از خودبیگانگی و بحران وجودی است.